# Pycnadena lata
Pycnadena lata är en plattmaskart. Pycnadena lata ingår i släktet Pycnadena och familjen Fellodistomatidae. Inga underarter finns listade i Catalogue of Life.